# Сариев, Темир Аргембаевич
Темир Аргембаевич Сариев (род. 17 июня 1963, Тош-Булак, Сокулукский район) — киргизский государственный и политический деятель. Заместитель председателя временного правительства Кыргызстана, министр финансов, министр экономики, председатель политической партии «Ак-Шумкар». 20-й Премьер-министр Кыргызской Республики (2 мая 2015 — 11 апреля 2016).

## Биография
1981—1983 годы служил в рядах Советской Армии
Трудовую деятельность начал в 1984 году рабочим на складе Центрального универмага
С 1985 года был экспедитором на Аламединской меховой фабрике, прошёл ряд должностей, в 1987 году занимал должность экономиста, старшего экономиста финансового отдела.
С 1987 по 1989 год был на комсомольской работе, занимал должность сначала инструктора, а затем и заведующего отделом рабочей молодёжи Аламединского райкома комсомола.
В 1989—1991 годах — на партийной работе. Последовательно занимал должность инструктора организационного отдела Аламединского райкома КПК, руководитель аппарата Аламединского райисполкома, заместитель председателя Аламединского райисполкома.
С 1991 года основал и стал первым президентом Киргизской товарно-сырьевой биржи, возглавлял её до 1995 года.
С 1995 года генеральный директор финансово-промышленной фирмы «Тотон».
С 2000 по 2007 годы — депутат двух созывов Жогорку Кенеша Киргизской Республики, член комитета по бюджету и финансам.
В 2005 году — член Конституционного совещания Киргизской Республики.
В 2007 году — сопредседатель движения «За реформы!», одновременно сопредседатель политической партии "Союз демократических сил «Ак-Шумкар» («Белый сокол»).
В июне 2008 года избран председателем политической партии "Союз демократических сил «Ак-Шумкар» («Белый сокол»).
С 24 декабря 2008 года — член политбюро «Объединённого Народного Движения» Кыргызстана.
В 2009 году Темир Сариев был выдвинут политической партией «Акшумкар» кандидатом на пост Президента Кыргызстана на выборах 23 июля 2009 года
После Апрельского переворота с 8 апреля 2010 года назначен заместителем председателя временного правительства, министр финансов.
В парламентских выборах, проходивших 10 октября 2010 года, его партия набрала менее 3 процентов голосов и не смогла пройти в Жогорку Кенеш.
С декабря 2011 года по май 2015 года — министр экономики Киргизской Республики.
2 мая 2015 года был назначен премьер-министром Киргизской Республики.
11 апреля 2016 года на внеочередном заседании правительства премьер-министр Темир Сариев объявил о том, что уходит в отставку.
19 июня 2017 года Темир Сариев был выдвинут политической партией «Акшумкар» кандидатом на пост Президента Кыргызстана на выборах 15 октября 2017 года.
3 августа 2021 года следственные органы задержали Темира Сариева по делу о коррупции при реализации проекта разработки золоторудного месторождения «Кумтор».
19 декабря 2022 года избран президентом Торгово-промышленной палаты КР.
Имеет классный чин государственного советника I класса.

## Награды
- Орден «Манас» III степени.
- Медаль «За вклад в развитие Евразийского экономического союза» (29 мая 2019 года, Высший Евразийский экономический совет)[5].
- Медаль «10 лет Евразийскому экономическому союзу» (26 декабря 2024 года, Высший Евразийский экономический совет)[6].
- Именные часы Президента Кыргызской Республики (29 ноября 2011 года) — за значительный вклад в поступательное и устойчивое развитие и становление государственной власти[7].

## Ссылка
- Справочная база (недоступная ссылка)